# بوب روس (لاعب كرة قدم أسترالية)
بوب روس (بالإنجليزية: Bob Ross)‏ هو لاعب كرة قدم أسترالية أسترالي، ولد في 17 أغسطس 1908، وتوفي في 3 يوليو 1988.

## وصلات خارجية
- بوب روس على موقع AustralianFootball.com (الإنجليزية)
- بوب روس على موقع AFLtables.com (الإنجليزية)